# Rutali
Rutali (en cors Rutali) és un municipi francès, situat a la regió de Còrsega, al departament d'Alta Còrsega. L'any 1999 tenia 247 habitants.

## Demografia
| 1962 | 1968 | 1975 | 1982 | 1990 | 1999 |
| ---- | ---- | ---- | ---- | ---- | ---- |
| 178  | 198  | 194  | 181  | 222  | 247  |

## Administració
| Període | Identitat          | Partit | Qualitat |  |
| ------- | ------------------ | ------ | -------- |  |
| 2008-   | François Maroselli |        |          |  |

## Personatges il·lustres
- André Maroselli (1893-1970), polític